# 布里苏巴伯济约
布里苏巴伯济约（法語：Brie-sous-Barbezieux，法語發音：[bʁi su baʁbəzjø]，意为“巴伯济约下方的布里”）是法国夏朗德省的一个市镇，属于干邑区。

## 地理
布里苏巴伯济约（45°25'17"N, 0°2'23"W）面积6.5 平方千米，位于法国新阿基坦大区夏朗德省，该省份为法国西部内陆省份，北起德塞夫勒省和维埃纳省，东临上维埃纳省，东南至多尔多涅省，南至多爾多涅省，西接滨海夏朗德省。
与布里苏巴伯济约接壤的市镇（或旧市镇、城区）包括：贝尔讷伊、贝萨克、沙利尼亚克、普利尼亚克、圣奥莱拉沙佩尔。

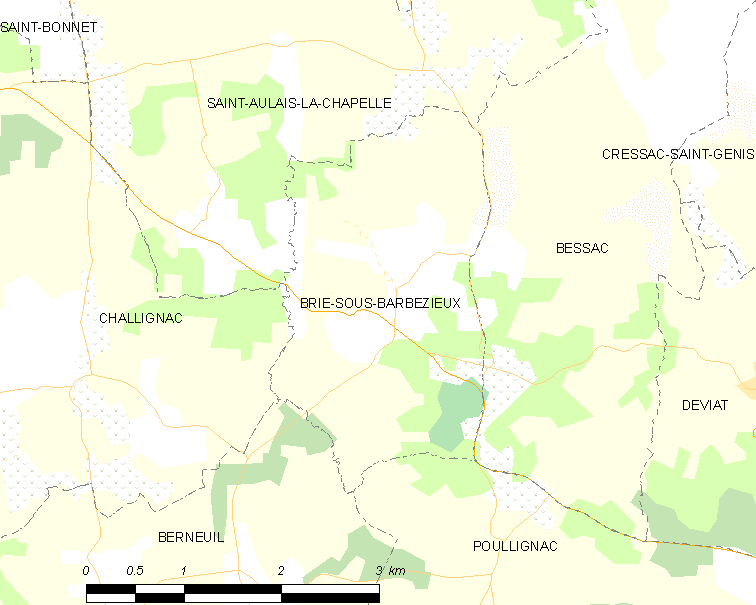
布里苏巴伯济约的OSM定位图

布里苏巴伯济约的时区为UTC+01:00、UTC+02:00（夏令时）。

## 行政
布里苏巴伯济约的邮政编码为16300，INSEE市镇编码为16062。

## 政治
布里苏巴伯济约所属的省级选区为夏朗德南县。

## 人口

1962-2008年间布里苏巴伯济约人口变化图示

布里苏巴伯济约于2022年1月1日时的人口数量为111人。